# Робинсон, Бренди Джованни
Бренди Джованни Робинсон (род. 25 апреля 1978 года) — американский профессор, автор, защитник прав человека, общественный деятель и бывший делегат Организации Объединённых Наций от общественной организации. Её активизм, публичная политика и правозащитная деятельность вышли на международный уровень, она выступала на форумах как национального, так и мирового уровня, включая TED и комиссию Организации Объединённых Наций по положению женщин.
Под псевдонимом Беа Джованни ею написан роман Бернис Рэйт, который, как предполагается, отражает историю её жизни в форме художественного повествования.

## Имя
Робинсон использует псевдоним Беа Джованни для публикации художественных произведений, но в своей общественной деятельности сохраняет своё настоящее имя. Первое слово в её псевдониме — «Беа» — происходит от прозвища, данного Робинсон её друзьями, а последнее слово псевдонима «Джованни» — это второе имя Робинсон, данное ей при рождении.

## Ранние годы
Робинсон родилась и выросла в Луизиане, её мать была социальным работником, а отчим — рыбаком. Робинсон была студентом университета штата Джексон и получала полную стипендию за участие в деятельности марширующего оркестра ВУЗа. Там же она стала членом женского общества Дельта Сигма Тета.
Робинсон окончила Университет штата Джексон, где получила степень бакалавра искусств в области политологии и магистра искусств в области истории. Помимо этого, она имеет степень магистра по деловому администрированию Северо-Восточного университета, доктора юридических наук Юридической школы Томаса М. Кули и магистра права в области международного права Юридического колледжа Университета Уилламетт.

## Карьера
Робинсон начала свою карьеру преподавателем на уровне К-12 (от дошкольного до полного среднего образования). В это же время она получала юридическое образование. После окончания юридической школы она заняла должность профессора колледжа. В этом качестве Робинсон была награждена несколькими преподавательскими премиями высшего достоинства.
Будучи адвокатом по защите прав человека, Робинсон была избрана делегатом Международной женской лиги за мир и свободу WILPF от американского отделения, в Комиссию Организации Объединённых Наций по положению женщин, в Нью-Йорке. В 2016 году Робинсон представляла американское отделение WILPF на форуме, где она подняла довольно острые темы. Среди них: трансгендерное правосудие, Бинарная гендерная система и феминизм, а также насилие в отношении женщин и девочек в США. В состав организаторов входила международная некоммерческая организация «Социальное обеспечение, здравоохранение и расширение прав и возможностей», базирующаяся в ЮАР и выступающая за трансгендерную и интерсексуальную справедливость.

## Литературная карьера
Робинсон рано начала писать. От создания юмористических стихотворений и редакционной статьи для местной газеты её творчество пришло к публикации поэтических произведений в международном журнале. В качестве причин, сподвигнувших её к литературе, сама Робинсон называет собственное окружение, любовь к искусству и поощрение со стороны учителей.

В конце 2016 года Робинсон опубликовала художественный роман о своей жизни под названием Бернис Рэйт. Центральным персонажем произведения является Бернис Рэйт, яркая и успешная личность, которая становится молодым прокурором. Затем она претендует на очень секретную правительственную роль и позже оказывается втянутой в злодейскую схему, которая дискредитирует её, выставляя сумасшедшей террористкой, готовой на убийства. Роман начинается с рассказа о ранних годах жизни Бернис, а затем обращает читателя к захватывающим приключениям, полных деталей, намёков и разрозненных кусков информации. В тот момент, когда кажется, что все обстоятельства выяснены и открывается правда, следует удивительный поворот событий, переворачивающий с ног на голову все предыдущие предположения. 
Читайте дальше, чтобы узнать шокирующую правду о смертельных планах, которые могут разрушить ее жизнь и всё, что она построила. Сможет ли она противостоять опасностям, подстерегающим на её пути, созданные элементами той системы, которой она всегда мечтала служить? ... Бернис Рэйт Беа Джованни — интереснейшее чтениеОбзор любимых читателей
В мае 2017-го, спустя полгода после выхода Бернис Рэйт, Робинсон приглашают в качестве спикера на форум TED для студенческого общества Рок Грик колледжа Портленда, штат Орегон. Своё выступление Робинсон озаглавила: Ваше повествование — это ваша супер-сила.

### Публикации
- Бернис Рэйт (Bernice Rathe)
- Пиратство и развивающиеся страны: рецепт финансирования терроризма (Piracy & Developing Nations: A Recipe for Terrorism Funding)
- Мои случайные эксперименты в изучении написания кода (My Accidental Experimentation in Learning to Write Code)
- Религиозность в конституциях и статус прав меньшинств, культурные противоречия, конфликты и решения (Religiosity in Constitutions and the Status of Minority Rights, Cultural Encounters, Conflicts and Resolutions)
- Когда наступает война: ответ Римско-Католической Церкви фашистским державам Италии, Германии и Испании, 1935-1945 гг. (When War Comes: The Response of the Roman Catholic Church to the Fascist Powers of Italy, Germany and Spain, 1935-1945)
- Consumer Protection, Hijacking and The Concepcion Cases

## Публичная политика и правозащитная деятельность
Робинсон является сторонником равенства, корпоративной ответственности, социальной справедливости, ответственного правительства, антитеррористических инициатив и прав жертв, а также мирных инициатив. Эти темы она неоднократно отражала в научных статьях. Её усилия в области публичной политики и правозащитной деятельности были отмечены на международном уровне, ей было предложено поделиться своим опытом по аналогичным темам и стратегиям по сложным вопросам. В 2015 году она была участником дискуссии по резолюции 1325 Совета Безопасности ООН.
Используя свои знания, навыки и опыт, Робинсон выполняла различные волонтерские функции. В том числе в качестве специального адвоката, назначенного судом, и адвоката жертв насилия в семье и сексуального насилия. Робинсон также работала с национальными и международными организациями, такими как Национальный фонд Криттендона, Гендерная проблематика на работе и Международная женская лига за мир и свободу. Она участвовала в заседаниях местных и национальных некоммерческих советов входя в совет директоров, в том числе в совет Фонда поддерживающего усыновления Columbia River Chapter.

## Личная жизнь
Робинсон — поклонница Шонды Раймс и её работы. Некоторое время она жила в Портленде, штат Орегон, со своей семьей и двумя собаками-спасателями. В настоящее время она живёт в районе Майами-Форт Лодердейл.